# Miloslav Benc
Miloslav Benc (13. listopadu 1925 – 3. dubna 1976) byl český a československý politik Komunistické strany Československa, poslanec České národní rady, Sněmovny národů a Sněmovny lidu Federálního shromáždění za normalizace.

## Biografie
Po federalizaci Československa usedl do Sněmovny národů Federálního shromáždění. Mandát ale získal až dodatečně v březnu 1971. Nominovala ho Česká národní rada, v níž zasedal (rovněž coby dodatečně zvolený poslanec) od listopadu roku 1969. Ve volbách v roce 1971 přešel do Sněmovny lidu, kde zasedal až do své smrti v roce 1976. Při nástupu do parlamentu v březnu 1971 se uvádí jako předseda JZD Rábín (obec Malovice, okres Prachatice).
Zemřel v dubnu 1976. V oficiální posmrtné vzpomínce ve Federálním shromáždění se popisuje jako: „příkladný člen komunistické strany, [který] pracoval neúnavně v různých funkcích, orgánech i aparátu strany, v zastupitelských sborech a zejména v zemědělských podnicích. Čestně se zapsal do dějin přerodu a rozvoje našeho zemědělství.“ V době před smrtí působil jako ředitel Zemědělského a zásobovacího podniku České Budějovice.